# Philippe de Crèvecœur d'Esquerdes
Philippe de Crèvecœur d'Esquerdes (1418 – Bresle, 22 aprile 1494) è stato un generale francese.

## Biografia
Figlio di Jacques († 1436), signore di Crèvecœur e Thois, capitano di Compiègne, governatore di Clermont-en-Beauvaisis e cavaliere dell'Ordine del Toson d'oro, Philippe entrò al servizio militare di Carlo il Temerario, duca di Borgogna. Fu governatore di Troyes nel 1463 e si distinse nel 1465 nella Battaglia di Montlhéry.
Nel 1467, combatté le Guerre di Liegi contro il Principato vescovile di Liegi ed ottenne l'Ordine del Toson d'oro.
Fu governatore dell'Artois e della Piccardia dove difese Abbeville dalle mire di Luigi XI di Francia. Nel 1472, conquistò Nesle, ma non riuscì a conquistare Beauvais difesa da Jeanne Hachette.
Quando Carlo il Temerario venne ucciso nel 1477 e morì senza eredi maschi, Crèvecœur passò in servizio a re Luigi XI di Francia che aveva in pretesa le terre di Carlo. Crèvecœur rimase governatore della Piccardia e pose anche l'Artois sotto il governo francese, lasciando Arras all'esercito francese. Per questo egli ricevette anche l'Ordine di San Michele.
Nella Battaglia di Guinegatte venne sconfitto da Massimiliano I, ma il re di Francia lo ricompensò comunque col titolo di Maresciallo di Francia e col grado di tenente generale dell'armata del re in Piccardia nel 1486.
Durante la Guerra pazza riuscì a fermare gli attacchi delle forze imperiali. Sconfisse Ravenstein nel 1486, e prese prigionieri durante la Battaglia di Béthune del 1487, sia Carlo II di Gheldria e che Engelberto II di Nassau. Egli prese anche Saint-Omer e Thérouanne.
Nel 1492, negoziò la Pace di Étaples con re Enrico VII d'Inghilterra.
Quando Carlo VIII di Francia stava preparando la sua campagna in Italia nel 1494, Crèvecœur ottenne il comando dell'avanguardia, ma morì a Bresle presso Lione, prima dell'inizio della campagna.
Non avendo avuto figli, venne sepolto nella chiesa di Notre-Dame di Boulogne-sur-Mer.